# NGC 6750

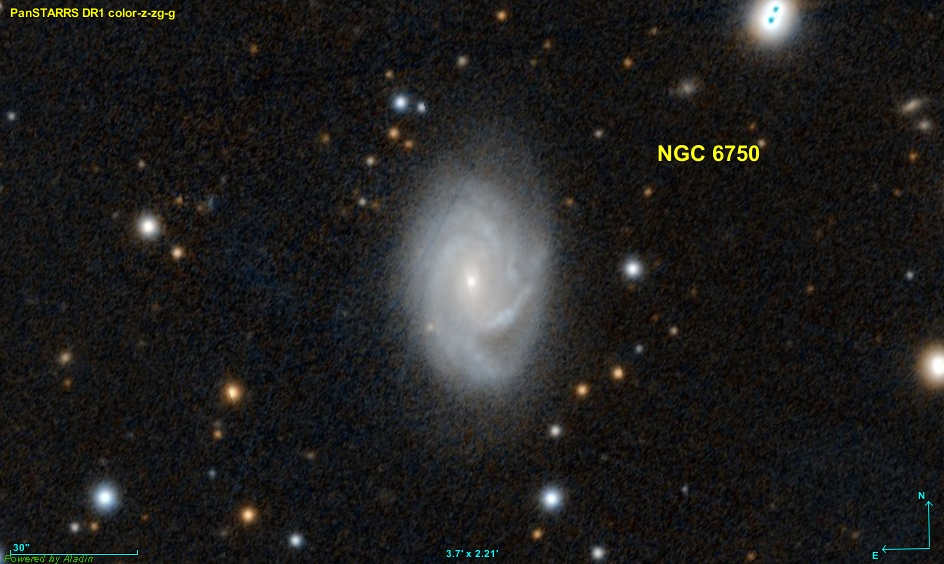

NGC 6750 é uma galáxia espiral (Sc) localizada na direcção da constelação de Draco. Possui uma declinação de +59° 10' 02" e uma ascensão recta de 19 horas, 00 minutos e 36,0 segundos.
A galáxia NGC 6750 foi descoberta em 10 de Setembro de 1885 por Lewis A. Swift.